# Cybercomix
Cybercomix foi um website brasileiro que publicava diversas webcomics de autores como Angeli, André Toral, Adão Iturrusgarai e Lourenço Mutarelli, entre outros. O site começou a publicar webcomics em 1997 dentro do portal Zaz (posteriormente incorporado pelo portal Terra) e ficou no ar até o início dos anos 2000. Em seus dois primeiros anos, publicava webcomics simples (sem interatividade) e tinha um fórum de debates e espaço para chat com autores, notícias,  além da publicação de quadrinhos dos leitores em uma seção chamada "Zine". Em 1998, foi lançada uma revista impressa publicada pela editora Bookmakers trazendo os mesmos autores e personagens do site, porém durou apenas quatro números. Em 1999, o site passou a incluir quadrinhos interativos e de narrativa multilinear (chamados de "H2Q" - Histórias Hiperbólicas em Quadrinhos), utilizando principalmente o Macromedia Flash. O site ganhou o Troféu HQ Mix de "melhor site de quadrinhos" três vezes seguidas, entre 1998 e 2000 e a revista baseada nele ganhou em 1999 como melhor publicação mix e o Prêmio Angelo Agostini na categoria "lançamento".